# Maasvlakte (lied)
Maasvlakte is een lied van de Nederlandse rapper KA in samenwerking met de Nederlandse rapper Kevin. Het stond in 2022 als zevende track op het album Recklezz van KA.

## Achtergrond
Maasvlakte is geschreven door Ayoub Chemlali, Kevin de Gier en Sander Stuij en geproduceerd door p.APE. Het is een nummer dat past in de genres nederhop en trap. In het lied rappen de artiesten over de uitdagingen die zij hadden in hun leven en in de omgeving waarin ze zijn opgegroeid en vervolgens hoe ze wel succesvol zijn geworden.
Het is niet de eerste keer dat de twee artiesten met elkaar samenwerkten. Dit deden zij al op Lightweight en herhaalden ze na Maasvlakte nogmaals op Niemand.

## Hitnoteringen
Ondanks dat het lied niet als single was uitgebracht, hadden de artiesten toch bescheiden succes met het lied in Nederland. Het piekte op de 36e plaats van de Single Top 100 in de twee weken dat het in deze hitlijst te vinden was. De Top 40 en haar Tipparade werden niet bereikt.